# Джон Чарлз Філдс
Джон Чарлз Філдс (англ. John Charles Fields; 14 травня 1863, Гамільтон, Канада — 9 серпня 1932 там само) — канадський математик, обчислювач. Працював у Торонто. Заснував фонд, який присуджує премії молодим математикам.

## Біографія
Народився 14 травня 1863 року в місті Гамільтон, провінція Онтаріо, Канада. Закінчив Торонтський університет в 1884 році, а вже 1887 року здобув ступінь доктора наук в Університеті Джонса Гопкінса.
У 1889 році Філдс вирушає до Європи, де відвідує семінари у Берліні та Парижі. В цей період він знайомиться з видатними математиками Ф. Фробеніусом, Г. Шварцем, Л. Фуксом, фізиком М. Планком. У 1889—1902 рр. — професор коледжу Оллгені. В 1902 році Філдс повертається до Канади, в університет Торонто, де й працює до кінця життя. З 1905 року професор в університеті Торонто, у 1914—1932 рр. — професор-дослідник.

## Наукова діяльність
Наукові роботи Філдса пов'язані з теорією алгебраїчних функцій та теорією абелевих інтеґралів. Йому належить алгебраїчний доказ класичної теореми Рімана — Роха.
Д. Ч. Філдс був членом ряду академій, зокрема членом Канадського королівського товариства (з 1907 р.), Лондонського королівського товариства (з 1913 р.), іноземним членом-кореспондентом АН СРСР (з 1924 р.), членом-кореспондентом Національної Академії наук США. Президент Міжнародного математичного союзу (з 1924 р.).

## Міжнародна діяльність
Найбільшу популярність ім'я Філдса здобуло у зв'язку з його міжнародною діяльністю. Саме завдяки його активності був проведений Міжнародний математичний конгрес у Канаді (Торонто, 1924). На цьому конгресі Філдс виступив з великою оглядовою доповіддю з теорії ідеалів. На конгресі у Торонто вперше обмірковувалась й ідея організації міжнародної премії.
Остаточне рішення було прийнято через 8 років на Міжнародному математичному конгресі у Цюриху (Швейцарія, 1932 р.). Джон Чарлз Філдс помер незадовго до початку конгресу. У своєму заповіті він сформулював статут нової премії та заповідав велику суму грошей для її заснування. Ці вимоги принципово відрізняють її від установлень Нобелівської премії. На Цюрихському конгресі меморандум Філдса був ухвалений і перші премії було вирішено вручити на наступному конгресі в Осло (Норвегія) у 1936 році.
З 1936 року Золоту медаль і премію Дж. Філдса присуджує Міжнародний математичний союз раз на 4 роки молодим (віком до 40 років) вченим за особливі досягнення в галузі математики.